# Marcus Tanner
Marcus Tanner, född 1961, är en londonbaserad författare och journalist med specialkunskaper i länder i Öst- och Centraleuropa samt i balkanska och keltiska länder. Han har skrivit bland annat faktaböckerna Croatia, A Nation Forged in War (1997), Ireland's Holy Wars: The Struggle for a Nation's Soul, 1500–2000 (2001) och Albania's Mountain Queen: Edith Durham and the Balkans (2014).